# Medinet Madi

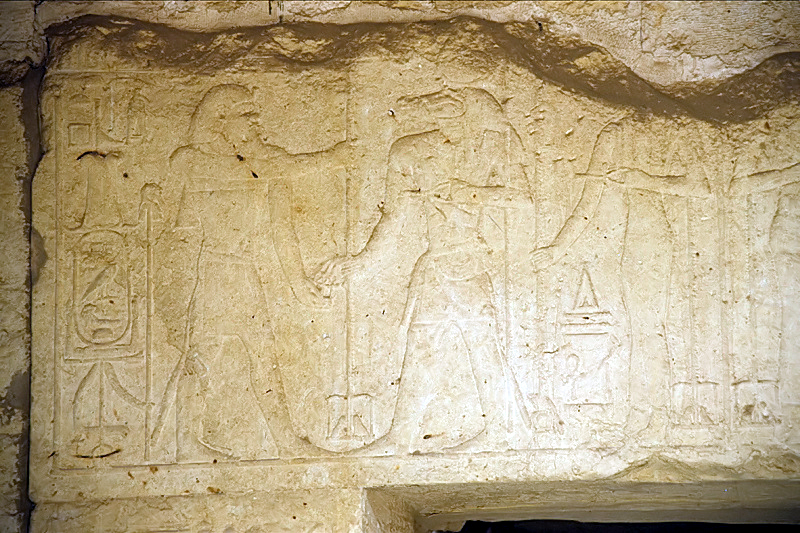
Rilievi, Medinet Madi

Medinet Madi (Narmouthis per i greci) è una località del Fayyum (Egitto) ove sono stati rinvenuti i resti di un tempio risalente alla XII dinastia e di uno di epoca tolemaica.
I primi scavi nell'area di Medinet Madi furono realizzati negli anni 1935 - 1939 dall'egittologo italiano Achille Vogliano e portarono alla luce, all'interno di un tempio di epoca tolemaica, modificato in epoca romana, l'unico esempio di edificio di culto attribuibile al Medio Regno che ci sia pervenuto.
Il tempio, di piccole dimensioni (dimensione maggiore m 9,70), riporta interessanti rilievi attribuibili ai sovrani Amenemhat III ed Amenemhat IV.
Come in tutta la regione del Fayyum la divinità principale era Sobek a cui, a Medinet Madi, era associata la dea cobra Renenet protettrice delle messi
Il pezzo forte di Medinet Madi durante il periodo greco-romano è stato convertito per Iside e Soknopaios. Questo tempio, tirato su durante la XII dinastia egizia dai Faraoni Amenemhat III e IV, ne ha viste di tutti i colori, inclusi dei lavoroni durante il periodo tolemaico che hanno dato una botta di vita alle parti nord e sud.